# Приключения Толи Клюквина (фильм)
«Приключения Толи Клюквина» — советский семейный комедийный фильм, снятый в 1964 году режиссёром Виктором Эйсымонтом. Синтез рассказов известного детского писателя Николая Николаевича Носова «Шурик у дедушки» (1956), «Саша» (1938) и «Приключения Толи Клюквина» (1961).

## Сюжет
Однажды Толя Клюквин шёл по улице и увидел на дороге «шевелящуюся» галошу. Узнав, что галошу привязал на верёвочку другой мальчик, Слава Огоньков, Толя знакомится с ним и позже решает снова прийти к нему в гости. Отправившись домой и по пути напугав из игрушечного пистолета незнакомую бабушку (Татьяна Пельтцер), Толя всё же добирается до дома. Чуть позже Толя снова отправляется на прогулку. По пути ему перебегает дорогу чёрная кошка. Поверив дурному знаку и испугавшись последствий, Толя сворачивает в другую сторону.

## В ролях
- Андрей Филатов — Толя Клюквин
- Татьяна Пельтцер — Дарья Семёновна
- Роман Боровков — Слава Огоньков
- Нина Гребешкова — мать Славы
- Евгений Весник — управдом Малинин
- Борис Новиков — милиционер
- Марк Перцовский — врач в больнице
- Сергей Филиппов — бухгалтер домоуправления
- Светлана Харитонова — медсестра Серафима Андреевна
- Владимир Смирнов — водитель «Волги»

## Съёмочная группа
- Автор сценария — Николай Носов
- Режиссёр — Виктор Эйсымонт
- Главный оператор — Бенцион Монастырский
- Художник — Мария Фатеева
- Композиторы: Анатолий Лепин, Мераб Парцхаладзе
- Текст песни Михаила Пляцковского

Фильм снимался в городе Виннице.